# Vorschaltgasturbine
Eine Vorschaltgasturbine (kurz: VGT) ist eine Gasturbine, die einem anderen Prozess (meist ein Dampfkraftwerk) vorgeschaltet ist, wobei das leistungsmäßige Hauptgewicht aber auf dem nachgeschalteten Prozess liegt und die VGT nur unterstützend wirkt. Hierin unterscheiden sich Vorschaltgasturbinen von Gasturbinen in konventionellen GuD-Kraftwerken, wo die GT den Hauptteil (etwa zwei Drittel) der Gesamtleistung beiträgt.
Konventionelle Kraftwerksblöcke, die mit einer VGT ausgestattet sind, werden häufig als Kombiblock bezeichnet.
Bei einem Dampfkraftwerk kann die VGT sowohl gas- bzw. luftseitig als auch wasser- bzw. dampfseitig eingesetzt werden:
- Bei der luftseitigen Vorschaltung wird das Abgas aus der Gasturbine als Sauerstoffträger für die Verbrennung in der Hauptfeuerung genutzt. Dies ist möglich da Gasturbinen, bedingt durch den Joule-Prozess, hohe Luftzahlen fahren und deshalb einen relativ hohen Restsauerstoffgehalt im Abgas aufweisen. Das Prinzip ist dasselbe wie bei einem Abhitzekessel mit Zusatzfeuerung, mit dem Unterschied, dass die Zusatzfeuerung hier die Hauptfeuerung ist.
- Bei der wasserseitigen Vorschaltung erhält die VGT einen eigenen Abhitzekessel getrennt vom Hauptkessel, der nur der Kondensat-/Speisewasservorwärmung dient.[1]

In beiden Fällen erhöht sich der Wirkungsgrad der Gesamtanlage gegenüber einem reinen Dampfkraftwerk – aus denselben Gründen wie bei einem GuD-Kraftwerk, jedoch in abgeschwächter Form. Zudem wird das Kraftwerk flexibler, kann größere Lastgradienten (Leistungsänderung pro Zeit) fahren und wird so für den Einsatz in der Mittel- oder gar Spitzenlast geeignet. Die Vorschaltung einer GT ist deshalb auch eine Möglichkeit des Retrofits für ältere Kraftwerke mit schwächerem Wirkungsgrad und träger Feuerung. Ein Vorteil der VGT-Schaltung ist zudem, dass so auch Kraftwerke mit Brennstoffen, die nicht für Gasturbinen geeignet sind (Festbrennstoffe, insbesondere Kohle), zum Kombikraftwerk mit verbessertem Wirkungsgrad aufgerüstet werden können.

## Ausgeführte Anlagen
Unter anderem sind die folgenden Anlagen mit einer VGT ausgerüstet:
- 1970–1973 bzw. 1984: Kohlekraftwerk Gersteinwerk, Werne (luftseitig)
- 1973: Kraftwerk Landesbergen, Block 4 (luftseitig)
- 1974 bzw. 1975: Erdgaskraftwerk Emsland, Lingen (luftseitig)
- 1975: Kraftwerk Franken I, Nürnberg Block 2 (luftseitig)
- 1977: Kraftwerke Mainz-Wiesbaden, Kraftwerk 2
- 1994: Kraftwerk Altbach/Deizisau, Block 4
- 2006 nachgerüstet: Kraftwerk Weisweiler, Block G und H (wasserseitig)[2]
- Kraftwerk Simmering, Wien (luftseitig)